# Fletnik brązowouchy
Fletnik brązowouchy (Coracornis sanghirensis) – gatunek małego ptaka z rodziny fletówek (Pachycephalidae). Występuje na wyspie Sangir w Indonezji, gdzie pozyskano dwa okazy pod koniec XIX wieku i ponownie odkryto ptaka w 1985. Krytycznie zagrożony wyginięciem.

## Taksonomia
Po raz pierwszy gatunek opisał Émile Oustalet w 1881. Holotyp pochodził z wyspy Sangir (Sangihe). Autor nadał nowemu gatunkowi nazwę Pinarolestes sanghirensis. Oustalet opisu dokonał na podstawie dwóch okazów muzealnych zakupionych od Léona Laglaize; przetrzymywane były w Muzeum Historii Naturalnej w Paryżu. Obecnie (2020) Międzynarodowy Komitet Ornitologiczny umieszcza fletnika brązowouchego w rodzaju Coracornis. Uprzednio umieszczany bywał w rodzaju Colluricincla, niekiedy uznawany za podgatunek fletnika zmiennego (Colluricincla megarhyncha) ze względu na niepewne pochodzenie kilku starych okazów muzealnych. W badaniu z 2010 potwierdzono, że fletnik brązowouchy należy do Coracornis i jest gatunkiem siostrzanym względem fletnika kasztanowogrzbietego (C. raveni). Wcześniej jako takson siostrzany wskazali go również Jønsson et al. (2008).

## Morfologia
Długość ciała wynosi 17–19 cm, masa ciała blisko 36 g. Sylwetką fletniki brązowouche podobne są do drozdów. Upierzenie z wierzchu oliwkowobrązowe, zgięcie skrzydła i niższa część grzbietu bardziej kasztanowe. Spód ciała jaśniejszy, brązowy, brzuch bardziej rdzawy. Dziób i nogi czarne. U jednej niedojrzałej samicy tęczówka miała barwę ciemnoszarą.

## Zasięg, ekologia i zachowanie
Fletnik brązowouchy to endemit wyspy Sangir (prowincja Celebes Północny, Indonezja). Pod koniec XX wieku ptaki te występowały wyłącznie na górze Sahendaruman, wcześniej odnotowywane były w innych rejonach wyspy. Środowiskiem życia fletników brązowouchych są górskie lasy rosnące na wysokości 600–750 m n.p.m. Najprawdopodobniej częściej ptaki te przebywają w małych grupach, w środkowych i górnych warstwach lasu oraz w gęstym podszycie z ratangów. W 1996 obserwowano fletniki na zboczu z rozsianymi kamieniami i dużym zagęszczeniu pandanów. Fletniki brązowouche zjadają prostoskrzydłe. W żołądku osobnika pozyskanego w 1985 znajdowały się drobne czarne i ciemnobrązowe fragmenty chitynowych pancerzyków. Obserwowano te ptaki podczas żerowania na epifitycznych paprociach, wśród opadłych lub żywych liści, mchów, kory i pnączy. W maju 1985, przy okazji ponownego odkrycia gatunku, opisano pieśń jego przedstawicieli. Tworzyła ona znaczącą część porannego śpiewu ptaków (ang. dawn chorus). Fletniki brązowouche zaczynały śpiewać o 5 rano, jeszcze przed wschodem słońca. Brak informacji o rozrodzie. W czerwcu 1985 odłowiono osobnika, który zdawał się być młodociany. Inny ptak był w listopadzie obserwowany, jak podaje owada innemu fletnikowi, najpewniej młodemu (miał nieco odmienny wzór upierzenia na głowie).

## Status i zagrożenia
IUCN uznaje fletnika brązowouchego za gatunek krytycznie zagrożony (CR, Critically Endangered) nieprzerwanie od 2000 roku (stan w 2018). Głównym zagrożeniem dla fletników brązowouchych jest niszczenie środowiska ich życia. W latach 80. XX wieku niemal cała wyspa Sangihe została wylesiona. Lasy pierwotne, w których występują fletniki, pod koniec XX wieku zajmowały 225–340 ha. Prócz tego ptaki są niepokojone przez ścieżki przecinające lasy oraz wycinkę pod miejsca na ogrody. Fletnik objęty jest ochroną, podobnie jak inny endemiczny gatunek Sangihe – lazurczyk (Eutrichomyias rowleyi). W 1999 ustalono, że lokalne społeczności zdają się respektować znaczenie chronionego lasu na górze Sahendaruman. Przez około sto lat fletnika brązowouchego znano jedynie z dwóch okazów. Od 8 maja do 7 czerwca 1985 prowadzono na Sangihe prace terenowe, podczas których ponownie odkryto przedstawicieli tego gatunku. Liczebność populacji szacuje się na 50–249 dorosłych osobników.